# Gregorio VII di Costantinopoli
Gregorio Zervoudakis (Sifanto, 21 settembre 1850 – 17 novembre 1924) è stato un arcivescovo ortodosso greco, patriarca ecumenico di Costantinopoli dal 1923 al 1924.
Gregorio nacque il 21 settembre 1850 a Sifanto e studiò alla Scuola Teologica di Halki ad Istanbul. Iniziò la sua carriera come diacono e synkellos nella diocesi di Rodi. Nel 1887 fu eletto vescovo di Myreon, dove rimase fino al 1892, quando rilevò la metropolia di Serres. Nel 1909 fu arcivescovo di Cizico e, nel 1913, di Calcedonia. Alla fine, il 6 dicembre 1923, fu eletto patriarca ecumenico dal Santo Sinodo e fu incoronato il 30 dicembre.
Durante il suo mandato, fu deposto papa Eutimio, capo della cosiddetta "Chiesa ortodossa turca". Fu deposto anche il metropolita di Chaldia, Basilio, che operò l'organizzazione dell'arcidiocesi greca in America senza il permesso del Patriarcato. Attraverso il "Tomo del 1924" fu riconosciuto l'autocefalia
della Chiesa ortodossa della Polonia e fu ristabilita l'autonomia della metropolia di Kiev. Infine, furono create le metropolie dell'Europa centrale, dell'Australia e delle Isole dei Principi, e il calendario gregoriano (il "nuovo calendario giuliano") fu adottato ufficialmente dal patriarcato.
Gregorio VII ebbe gravi problemi di salute nel settembre del 1924 e morì di infarto miocardico acuto il 17 novembre dello stesso anno.